# Peltephilus
Peltephilus ferox, el armadillo con cuernos, es un género monotípico de mamífero xenartro emparentado con los actuales armadillos, del tamaño de un perro, el cual habitó Argentina durante el periodo Oligoceno, y se extinguió durante el Mioceno. Notablemente, los osteodermos sobre su cabeza estaban tan desarrollados que formaban cuernos protegiendo sus ojos. Junto con el roedor Ceratogaulus de Norteamérica, son los únicos mamíferos fosoriales conocidos que tienen cuernos.
Aunque tradicionalmente se lo ha considerado como un carnívoro debido a sus grandes dientes de forma triangular, Vizcaíno y Fariña afirmaron en 1997 que Peltephilus era un herbívoro, alimentándose de raíces.